# Arenoledra ochracea
Arenoledra ochracea är en insektsart som beskrevs av Kuoh. Arenoledra ochracea ingår i släktet Arenoledra och familjen dvärgstritar. Inga underarter finns listade i Catalogue of Life.